# Tomás Gil
Tomás Aurelio Gil Martínez (Caracas, 23 maggio 1977) è un dirigente sportivo, ex ciclista su strada e pistard venezuelano, professionista dal 2012 al 2016.

## Carriera
Fino a 34 anni, Gil gareggia per squadre dilettantistiche sudamericane, mettendosi in mostra con diversi successi e piazzamenti nelle principali corse nazionali: i campionati venezuelani, la Vuelta a Venezuela e la Vuelta al Táchira. Nello stesso periodo è attivo anche su pista, vincendo un argento e un bronzo di specialità ai Giochi panamericani 2007 a Rio de Janeiro.
Nel 2012 esordisce nel professionismo con il team Androni Giocattoli-Venezuela di Gianni Savio; nello stesso anno è selezionato per partecipare ai Giochi olimpici di Londra. Nel 2013 corre il suo primo Giro d'Italia, ritirandosi. Dal 2014 al 2016 gareggia invece per il team Neri Sottoli di Angelo Citracca, diventato nel 2015 Southeast e nel 2016 Wilier Triestina.
Ritiratosi dall'attività al termine del 2016, nella stagione seguente diventa direttore sportivo della sua ultima squadra, la Wilier Triestina-Selle Italia, nota dal 2020 come Vini Zabù KTM, rimanendovi fino a fine 2021. Nel 2023 assume quindi la carica di direttore sportivo all'UAE Team Emirates.

## Palmarès
- 2004

11ª tappa Vuelta a Cuba
- 2006

Campionati venezuelani, prova a cronometro
- 2007

Campionati venezuelani, prova in linea
- 2008

Campionati venezuelani, prova a cronometro
- 2010

Campionati venezuelani, prova a cronometro
Giochi centramericani e caraibici, prova a cronometro
8ª tappa Vuelta a Venezuela
Classifica generale Vuelta a Venezuela
- 2011

8ª tappa Vuelta Independencia Nacional
Classifica generale Vuelta Independencia Nacional
- 2012

Campionati venezuelani, prova a cronometro
2ª tappa Vuelta al Táchira

## Piazzamenti

### Grandi Giri
- Giro d'Italia

2013: ritirato (9ª tappa)

### Competizioni mondiali
- Campionati del mondo

Copenaghen 2011 - Cronometro Elite: 54º
Copenaghen 2011 - In linea Elite: 130º
Limburgo 2012 - In linea Elite: ritirato
- Giochi olimpici

Londra 2012 - In linea: 69º
Londra 2012 - Cronometro Elite: 33º